# Shun Sato (patinador)
Shun Sato (en japonés: 佐藤駿, Sato Shun; Sendai, 6 de febrero de 2004) es un deportista japonés que compite en patinaje artístico, en la modalidad individual. Ganó dos medallas en el Campeonato de los Cuatro Continentes de Patinaje Artístico sobre Hielo, en los años 2023 y 2024.

## Palmarés internacional
| Campeonato de los Cuatro Continentes | Campeonato de los Cuatro Continentes | Campeonato de los Cuatro Continentes | Campeonato de los Cuatro Continentes |
| Año                                  | Lugar                                | Medalla                              | Categoría                            |
| ------------------------------------ | ------------------------------------ | ------------------------------------ | ------------------------------------ |
| 2023                                 | Colorado Springs (Estados Unidos)    | Medalla de bronce                    | Individual                           |
| 2024                                 | Shanghái (China)                     | Medalla de plata                     | Individual                           |